# Илич, Михайло
Миха́йло И́лич (серб. Михајло Илић; род. 4 июня 2003, Ягодина) — сербский футболист, защитник клуба «Болонья», выступающий на правах аренды за клуб «Партизан».

## Клубная карьера
Илич — воспитанник клубов «Ягодина» и «Партизан». 21 ноября 2021 года в матче против «Войводины» он дебютировал в сербской Суперлиге в составе последних. 

## Международная карьера
В 2022 году Илич в составе юношеской сборной Сербии принял участие в юношеском чемпионате Европы в Словакии. На турнире он сыграл в матчах против команд Израиля, Англии и Австрии.